# 28e régiment interarmes d'outre-mer
Pour les articles homonymes, voir 28e régiment.
Le 28e régiment interarmes d’outre-mer (28e RIAOM) est un régiment des troupes de marine de l'Armée française, en garnison en république de Haute-Volta. Créé comme groupe mobile de l'Afrique-Occidentale française pendant la Seconde Guerre mondiale, il devient après-guerre un détachement motorisé autonome puis un régiment interarmes en 1957.

## Création et différentes dénominations
- octobre 1941 : création du groupe mobile colonial d'AOF
- août 1946 : renommé groupe mobile du centre AOF
- janvier 1947 : devient détachement motorisé autonome no 2 (DMA no 2)
- décembre 1957 : devient 8e régiment colonial interarmes (8e RCIA)
- décembre 1958 : renommé 28e régiment interarmes d’outre-mer
- mars 1962 : dissolution

## Historique

### Seconde Guerre mondiale
Le 1er octobre 1941, un groupe mobile est constitué au sein de l'Armée d'armistice, fidèle au régime de Vichy, pour faire face à l'Afrique française libre ralliée au général de Gaulle. Le groupe mobile, principalement stationné à Ouagadougou mais réparti en Haute-Côte d'Ivoire (ex-Haute-Volta) et au Soudan français, est la seule unité française de la région dotée de véhicules motorisés. Le groupe mobile est structuré par le 8e régiment de chasseurs d'Afrique, formé en avril 1941 au Maroc sous le nom de 8e groupe autonome de chasseurs d'Afrique, et installé à Ségou (poste de commandement), Dosso, Bobo-Dioulasso, Bamako, Kayes et Sikoro. Les cavaliers et leurs automitrailleuses (Berliet VUDB et Laffly S15TOE) sont renforcés par le régiment porté de tirailleurs sénégalais.

### De 1946 à 1957
En août 1946, le groupe mobile est renommé groupe mobile du centre AOF. Il prend le nom de détachement motorisé autonome no 2 le 1er janvier 1947, stationné à Bobo-Dioulasso.
Un DMA compte alors en théorie 840 marsouins et 980 tirailleurs sénégalais, répartis dans une compagnie de commandement, un bataillon d'infanterie portée, un escadron de reconnaissance blindé, une batterie d'artillerie tractée, une compagnie du génie, un détachement de transmissions, une compagnie de transport, un escadron de réparation, une compagnie de ramassage sanitaire, un élément de ravitaillement et un peloton d'observation aérienne. Le peloton d'observation aérienne, équipé de quatre avions Morane 500, est créé le 1er octobre 1948 et stationne sur la base aérienne 162 Bamako. L'escadron de reconnaissance, équipé d'automitrailleuses Panhard 178B, est le 2e escadron colonial de marche, formé en avril 1947 par le régiment colonial de chasseurs de chars et qui opère en Tunisie jusqu'en octobre. L'infanterie portée est notamment équipée d'Universal Carrier et de M3 Scout Car.
En 1951, le sous-groupement de la Haute-Volta (ex-bataillon autonome de Haute-Volta) fusionne dans le DMA. En octobre, le DMA est réorganisé : il est maintenant constitué avec un groupe mobile d'intervention et un centre d'instruction. Le détachement de transmissions est dissous et la compagnie de transport fusionne dans la batterie d'artillerie qui devient une unité mixte d'artillerie et de transport. Le centre d'instruction est installé à Ouagadougou et compte une compagnie de commandement, trois compagnies d'instruction, une batterie d'instruction et un centre d'instruction automobile.
Le DMA est plus tard réorganisé avec un sous-groupement léger aérotransportable et un sous-groupement lourd non aérotransportable (l'état-major lui-même devenant aérotransportable).
Le centre d'instruction du DMA no 2 reforme en août 1956 le bataillon autonome de Haute-Volta à Ouagadougou.

### De 1957 à 1962
Le 8e régiment colonial interarmes est créé à Ouagadougou le 1er décembre 1957,. Il participe à l'opération Écouvillon en Mauritanie et au Rio de Oro (fin janvier à mars 1958).
Il est renommé 28e régiment interarmes d’outre-mer le 1er décembre 1958, en garnison à Bobo-Dioulasso. Il opère contre l'UPC dans la guerre du Cameroun, par exemple dans l'opération Charlie qui vise en février 1960 à dégager Dschang (les rebelles contournent la colonne française et attaque la ville) ou dans l'opération Golf en avril 1960 à Bangang (56 « rebelles » tués, qui pourraient être des civils exécutés).
Le 28e RIAOM est finalement dissous le 15 mars 1962.

## Drapeau

Dessin du revers du drapeau du régiment.

Le drapeau du 28e RIAOM reprend les inscriptions du 8e régiment de tirailleurs sénégalais :
- Soudan 1890
- Dahomey 1892
- Côte-d'Ivoire 1893-1895
- Madagascar 1895
- Congo 1900
- Tchad 1900
- Maroc 1908-1918-1925-1926

Si le 8e RCIA et le 28e RIAOM conservent les traditions du 8e RTS, le DMA no 2 conservaient celles du 14e RTS.

## Insigne
L'insigne du DMA no 2, homologué G.906 en avril 1952, présente une ancre brochée d’une antilope (ou une biche) rouge, le tout sur une roue dentée verte. L'antilope/biche symbole la vitesse et la roue la motorisation. L'organeau de l'ancre forme le numéro 2,.
L'insigne du 28e RIAOM reprend cet insigne, en changeant simplement le sigle,.

## Personnalités ayant servi au sein de l'unité
- Noukoun Kone, compagnon de la Libération, au DMA no 2 en 1947,
- Saye Zerbo, président de la Haute-Volta de 1980 à 1982, au DMA no 2 de 1954 à 1956.
- Augustin Bourrat, compagnon de la Libération, chef de corps du 28e RIAOM de 1958 à 1960.